# Albo d'oro della Coppa del mondo per club FIFA

## Campionato mondiale per club FIFA
2000

| Arbitro: | Dick Jol |

|                                     |                      |                                                   |
| Rincón Baiano Luizão Edu Marcelinho | Tiri di rigore 4 – 3 | Romário Alex Oliveira Gilberto Melo Viola Edmundo |

2005
| Arbitro: | Benito Archundia |

|             |           |  |
| Mineiro 27’ | Marcatori |  |

## Coppa del mondo per club FIFA
2006
| Arbitro: | Carlos Batres |

|                    |           |  |
| Adriano Gabiru 82’ | Marcatori |  |

2007
| Arbitro: | Marco Rodríguez |

|                                       |           |                         |
| F.Inzaghi 21’, 71’ Nesta 50’ Kaká 61’ | Marcatori | 23’ Palacio 85’ Ledesma |

2008
| Arbitro: | Ravshan Irmatov |

|            |           |  |
| Rooney 73’ | Marcatori |  |

2009
| Arbitro: | Benito Armando Archundia |

|                      |           |             |
| Pedro 89’ Messi 110’ | Marcatori | 37’ Boselli |

2010
| Arbitro: | Yūichi Nishimura |

|                                   |           |  |
| Pandev 13’ Eto'o 17’ Biabiany 85’ | Marcatori |  |

2011
| Arbitro: | Ravshan Irmatov |

|                                      |           |  |
| Messi 17’, 82’ Xavi 24’ Fàbregas 45’ | Marcatori |  |

2012
| Arbitro: | Cüneyt Çakır |

|              |           |  |
| Guerrero 69’ | Marcatori |  |

2013
| Arbitro: | Sandro Ricci |

|                               |           |  |
| Dante 7’ Thiago Alcántara 22’ | Marcatori |  |

2014
| Arbitro: | Walter López Castellanos |

|                    |           |  |
| Ramos 37’ Bale 51’ | Marcatori |  |

2015
| Arbitro: | Alireza Faghani |

|  |           |                           |
|  | Marcatori | 37’ Messi 49’, 68’ Suárez |

2016
| Arbitro: | Janny Sikazwe |

|                                          |           |                    |
| Benzema 9’ Ronaldo 60’ (rig.), 98’, 104’ | Marcatori | 44’, 52’ Shibasaki |

2017
| Arbitro: | César Ramos |

|             |           |  |
| Ronaldo 53’ | Marcatori |  |

2018
| Arbitro: | Jair Marrufo |

|                                                         |           |              |
| Modrić 14’ Llorente 60’ S. Ramos 79’ Nader 90+1’ (aut.) | Marcatori | 86’ Shiotani |

2019
| Arbitro: | Abdulrahman Al-Jassim |

|             |           |  |
| Firmino 99’ | Marcatori |  |

2020
| Arbitro: | Esteban Ostojich |

|            |           |  |
| Pavard 59’ | Marcatori |  |

2021
| Arbitro: | Chris Beath |

|                                |           |                  |
| Lukaku 54’ Havertz 117’ (rig.) | Marcatori | 64’ (rig.) Veiga |

2022
| Arbitro: | Anthony Taylor |

|                                                 |           |                            |
| Vinícius 13’, 69’ Valverde 18’, 58’ Benzema 54’ | Marcatori | 26’ Marega 63’, 79’ Vietto |

2023
| Arbitro: | Szymon Marciniak |

|                                           |           |  |
| Álvarez 1’, 88’ Nino 27’ (aut.) Foden 72’ | Marcatori |  |

2025
| Arbitro: | Alireza Faghani |

|                                |           |  |
| Palmer 22’, 30’ João Pedro 43’ | Marcatori |  |

## Statistiche

### Palmarès per squadra
| Club            | Vittorie | Anni                         |
| --------------- | -------- | ---------------------------- |
| Real Madrid     | 5        | 2014, 2016, 2017, 2018, 2022 |
| Barcellona      | 3        | 2009, 2011, 2015             |
| Corinthians     | 2        | 2000, 2012                   |
| Bayern Monaco   | 2        | 2013, 2020                   |
| Chelsea         | 2        | 2021, 2025                   |
| San Paolo       | 1        | 2005                         |
| Internacional   | 1        | 2006                         |
| Milan           | 1        | 2007                         |
| Manchester Utd  | 1        | 2008                         |
| Inter           | 1        | 2010                         |
| Liverpool       | 1        | 2019                         |
| Manchester City | 1        | 2023                         |

### Vittorie per federazione
| Nazione     | Vittorie | Nº Squadre | Anni                                           |
| ----------- | -------- | ---------- | ---------------------------------------------- |
| Spagna      | 8        | 2          | 2009, 2011, 2014, 2015, 2016, 2017, 2018, 2022 |
| Inghilterra | 5        | 4          | 2008, 2019, 2021, 2023, 2025                   |
| Brasile     | 4        | 3          | 2000, 2005, 2006, 2012                         |
| Italia      | 2        | 2          | 2007, 2010                                     |
| Germania    | 2        | 1          | 2013, 2020                                     |

### Vittorie per confederazione
| Confederazione | Vittorie | Nº Nazioni | Nº Squadre |
| -------------- | -------- | ---------- | ---------- |
| UEFA           | 17       | 4          | 9          |
| CONMEBOL       | 4        | 1          | 3          |